# Politica della Repubblica del Congo
La politica della Repubblica del Congo si svolge mediante una Repubblica semipresidenziale, per cui il Presidente della Repubblica è il Capo di Stato, mentre il Primo ministro è il Capo del governo. 
Tuttavia questo sistema è stato adottato nel 2015, dopo l'approvazione di una nuova Costituzione avvenuta mediante un referendum. Precedentemente, dal 1997 al 2005 e dal 2009 al 2016, la carica di Primo ministro era abolita e la Repubblica del Congo era una Repubblica presidenziale, in cui il Presidente della Repubblica svolgeva le funzioni di Capo di Stato e di Primo ministro.
Il Parlamento è composto da due Camere: il Senato e l'Assemblea Nazionale.
Il potere esecutivo è svolto dal Presidente della Repubblica. Dal 1997 il Presidente è Denis Sassou-Nguesso.